# کلمنس بولن
کلمنس بولن (انگلیسی: Clemens Bollen)(زاده ۱۲ فوریه ۱۹۴۸ میلادی) یک سیاست‌مدار اهل آلمان است. بولن از اعضای حزب سوسیال دموکرات آلمان(SPD) می‌باشد.